# David Tennant
David Tennant, rozený David John McDonald, (* 18. dubna 1971, Bathgate, Západní Lothian, Skotsko) je skotský herec. Proslavil se jako představitel desátého a čtrnáctého Doktora v britském sci-fi seriálu Pán času.
Původně divadelní herec David Tennant proslul také ve filmu, a to nejprve televizní rolí Casanovy a posléze zpodobněním Bartyho Skrka ml. ve filmu Harry Potter a Ohnivý pohár. Během let 2013 až 2017 hrál v dramatickém seriálu stanice ITV Broadchurch a během let 2015 až 2019 hrál v netflixovém seriálu Jessica Jones. Od roku 2017 spolupracuje na animovaném seriálu Kačeří příběhy.

## Pán času
Kandidoval už na roli devátého doktora, kterou ale nakonec získal Christopher Eccleston. S oznámením, že Eccleston nemůže pokračovat v druhé sezóně, BBC potvrdila, že roli Doktora převezme Tennant. Poprvé se publiku představil už v závěrečném dílu 1. série (The Parting of the Ways) a poté se ukázal i v mini epizodě, která byla součástí pořadu Children in Need, vysílaného 18. listopadu 2005.
V první roli plné délky se objevil ve vánočním speciálu Vánoční invaze (The Christmas Invasion) vysílaném v prosinci roku 2005. Získal také menší roli v animované verzi seriálu. Jeho poslední sérií Pán času byla čtvrtá; v páté byl nahrazen jedenáctou regenerací Doktora v podání Matta Smithe. Poté se ještě jednou objevil ve výročním speciálu The Day of The Doctor, produkovaném k příležitosti 50. výročí seriálu, v roce 2013.
V roce 2022 bylo oznámeno, že se Tennant objeví v seriálu znovu a to pro 60. Výročí pod Showrunnerem Russellem T Daviesem. Po boku na obrazovkách se objeví s Catherine Tate (Donna).

## Ocenění
Od roku 2003 David Tennant obdržel 27 hereckých ocenění, mezi nimiž byla i několikanásobně udělená cena za nejlepšího herce.
V roce 2006 byl zvolen nejlepším Doktorem a v roce 2007 „nejvíc cool“ postavou v britské televizi.
Byl zvolen 24. nejvlivnějším člověkem britských médií (2007) a také se objevil v každoročním hodnocení médii v roce 2006.

## Osobní život
Tennantovou manželkou je od 30. prosince 2011 herečka Georgia Moffett, která si kdysi zahrála Doktorovu dceru a je dcerou jednoho z představitelů Doktora. Tennant a Moffettová spolu mají dceru Olive, narozenou v březnu 2011, a Tennant v srpnu 2011 také adoptoval Georgina syna Tye. 3. května 2013 se páru narodilo druhé dítě. Dne 10. listopadu 2015 se jim narodila další dcera. 2018 se jim narodila dcera Birdie
Tennant v rozhovorech nerad mluví o svém osobním životě a vztazích.